# Trapezius

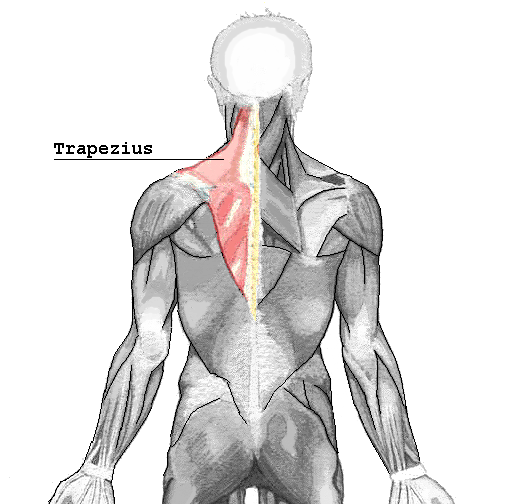
Trapezius

Trapezius, (latin Musculus trapezius), är en muskel som sitter i ryggens övre del, eller i den övre delen av bröstryggen. Den brukar även kallas kappmuskeln då den så att säga håller upp kappan. Den här muskeln är en förhållandevis stark muskel och tar hand om axelns positionering uppåt, bakåt och även snett ner bakåt. Ett par antagonister till denna muskel är Serratus anterior och Pectoralis major.

## Styrketräning
Normalt sett brukar denna muskel fungera som en synergist till andra muskler då övningar utförs. Det finns ett fåtal isolerande övningar för just denna muskel, men då den är så relativt stark är det väldigt få som vill isolera denna muskel vid träning[källa behövs]. En benämning på överdriven utveckling av denna muskel brukar kallas tjurnacke, men extra träning av denna muskel kan vara av intresse för exempelvis brottare.

## Isolerande övningar
- Axelrullning
- Kabelrodd med raka armar
- Shrugs
- Rack Pulls

## Synergistövningar
- Marklyft
- Kabelrodd
- Hantellyft åt sidan